# Plaza de Cagancha
La Plaza de Cagancha es una de las principales plazas de la capital uruguaya, Montevideo. Se encuentra ubicada en el barrio Centro y es atravesada por la principal avenida de la ciudad, 18 de Julio. La Columna de la Paz, situada en el centro de la plaza e inaugurada en 1867, es el monumento más antiguo de Montevideo y actúa como kilómetro cero de las carreteras nacionales. 
Es conocida también como Plaza Cagancha o Plaza Libertad, aunque la auténtica Plaza Libertad se encuentra en el barrio Ituzaingó, cerca del Hipódromo de Maroñas.

## Historia
En 1829 el ingeniero José María Reyes diseñó lo que entonces se denominó "Ciudad Nueva", la zona de la ciudad de Montevideo más allá de la ciudad colonial. En ese diseño reservó un espacio físico para una plaza pública, situada en la intersección de la avenida 18 de Julio con las calles Rondeau por el norte y Gutiérrez Ruiz por el sur (ex-Ibicuy). Siete años más tarde, en 1836, el arquitecto Carlo Zucchi redefinió el trazado original de dicho lugar, que inicialmente se destinó al mercado de frutos.
Los distintos acontecimientos militares y políticos ocurridos durante el siglo XIX incidirían en el nombre de la nueva plaza. La denominación actual de "Plaza de Cagancha" se le otorgó mediante decreto del 7 de febrero de 1840, en conmemoración a la victoria del general Fructuoso Rivera ante el entrerriano Pascual Echagüe (al frente de las fuerzas rosistas) en 1839 en la llamada Batalla de Cagancha, a orillas del Arroyo Cagancha en el actual departamento de San José. 
El 19 de abril de 1863 el general Venancio Flores con la ayuda de Brasil  encabezó una revolución que dio inicio a una guerra civil contra el gobierno constitucional de Bernardo Prudencio Berro. Como consecuencia, el entonces presidente provisional, Atanasio Cruz Aguirre, cambió la denominación de la plaza, pasando a llamarla "25 de Mayo", según decreto del 24 de mayo de 1864. El conflicto finalizó el 20 de febrero de 1865 con la llamada "Paz de la Unión". En diciembre de ese mismo año se le restituyó el nombre original de "Plaza de Cagancha".

## Columna de la Paz

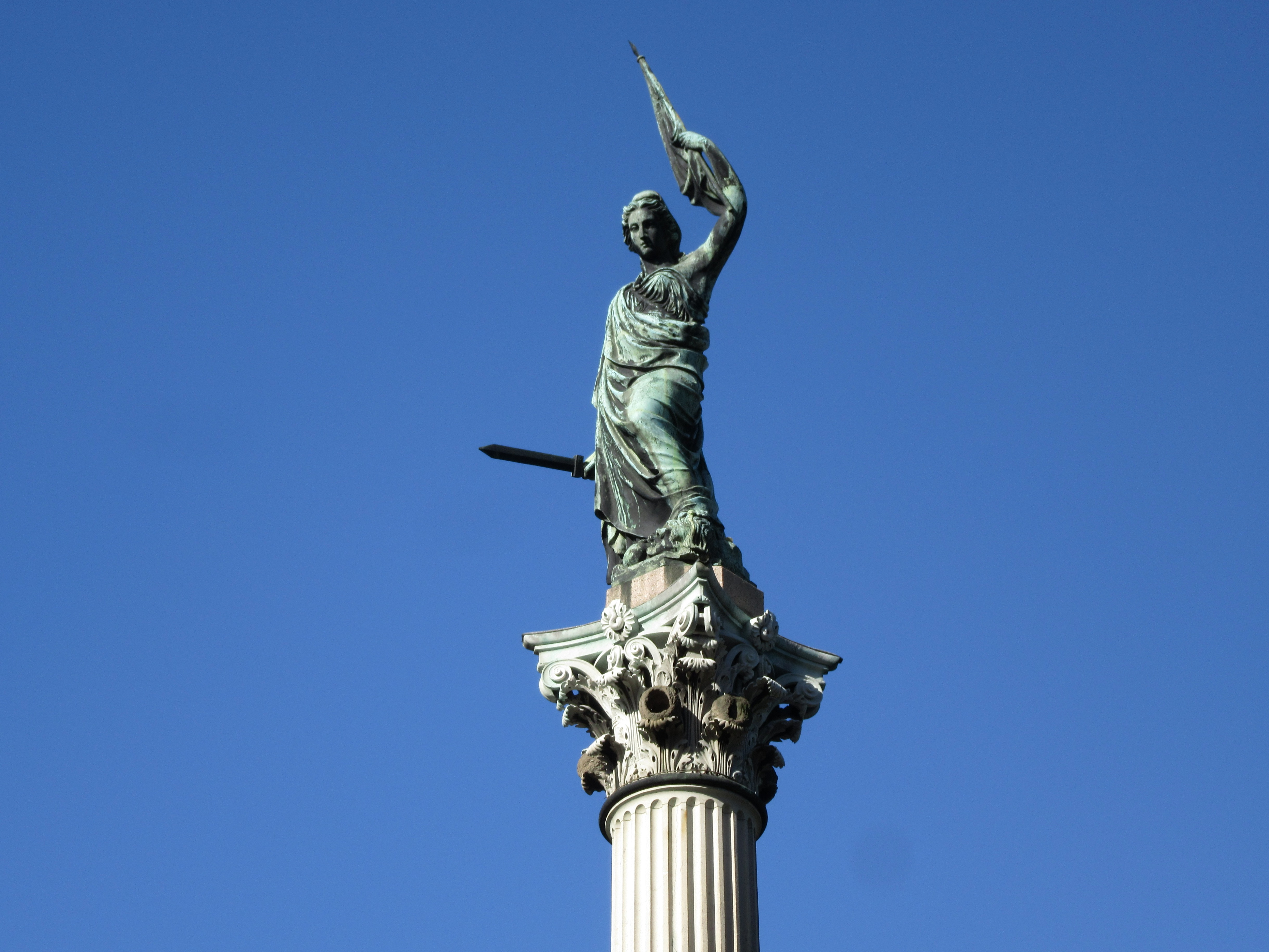
Estatua de la Paz, estatua de bronce de la Columna de la Paz.

Por esa fecha, el Jefe Político de Montevideo, Manuel Aguiar, encomendó diseños a algunos escultores para erigir una estatua celebratoria de la finalización del conflicto. El proyecto seleccionado fue el del escultor José Livi, italiano de larga y reconocida actuación en el medio, que representó una alegoría a través de una figura femenina sobre un pedestal de cuatro cabezas de leones empuñando en su mano derecha una espada y en la izquierda una bandera. 

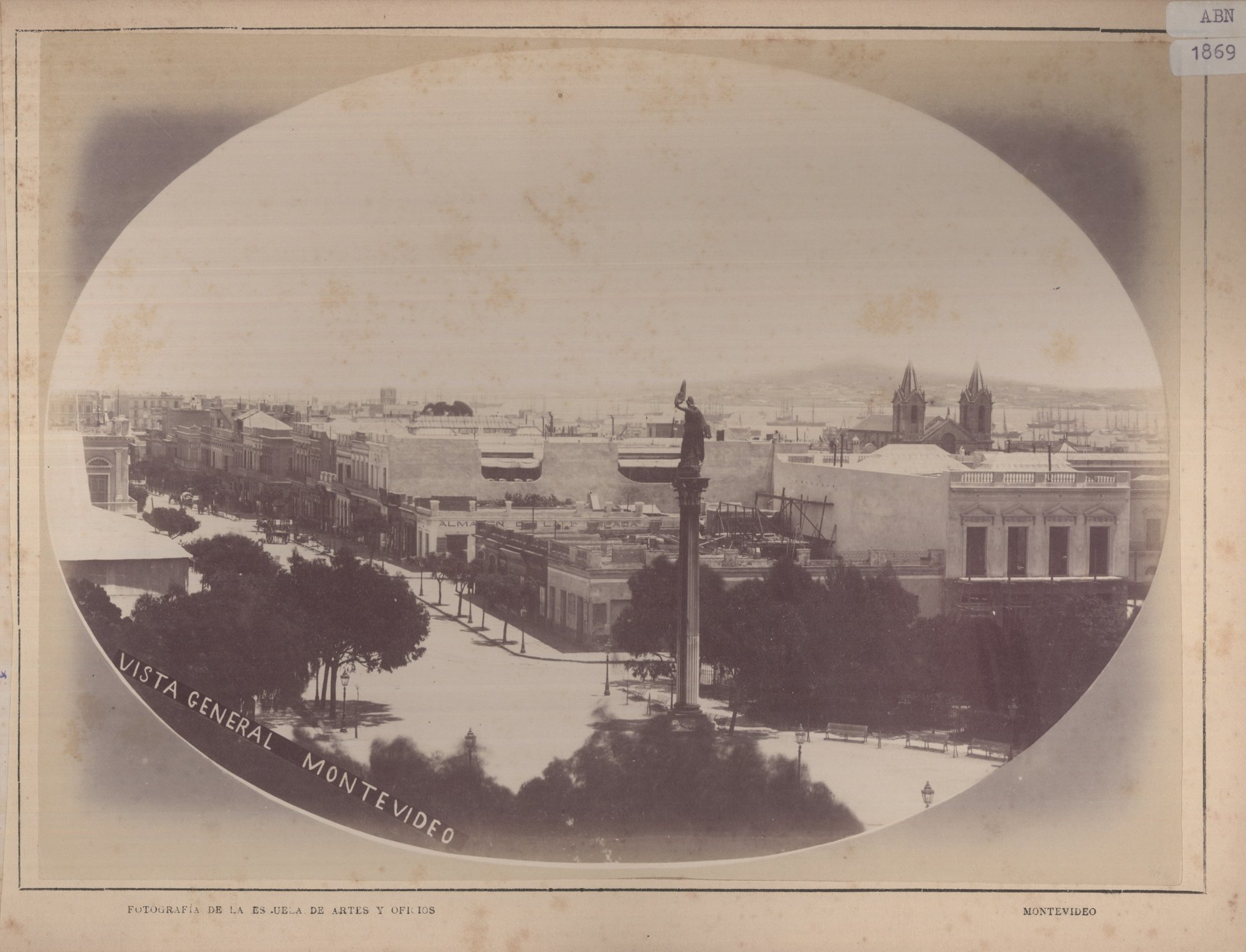
Fotografía 1882.

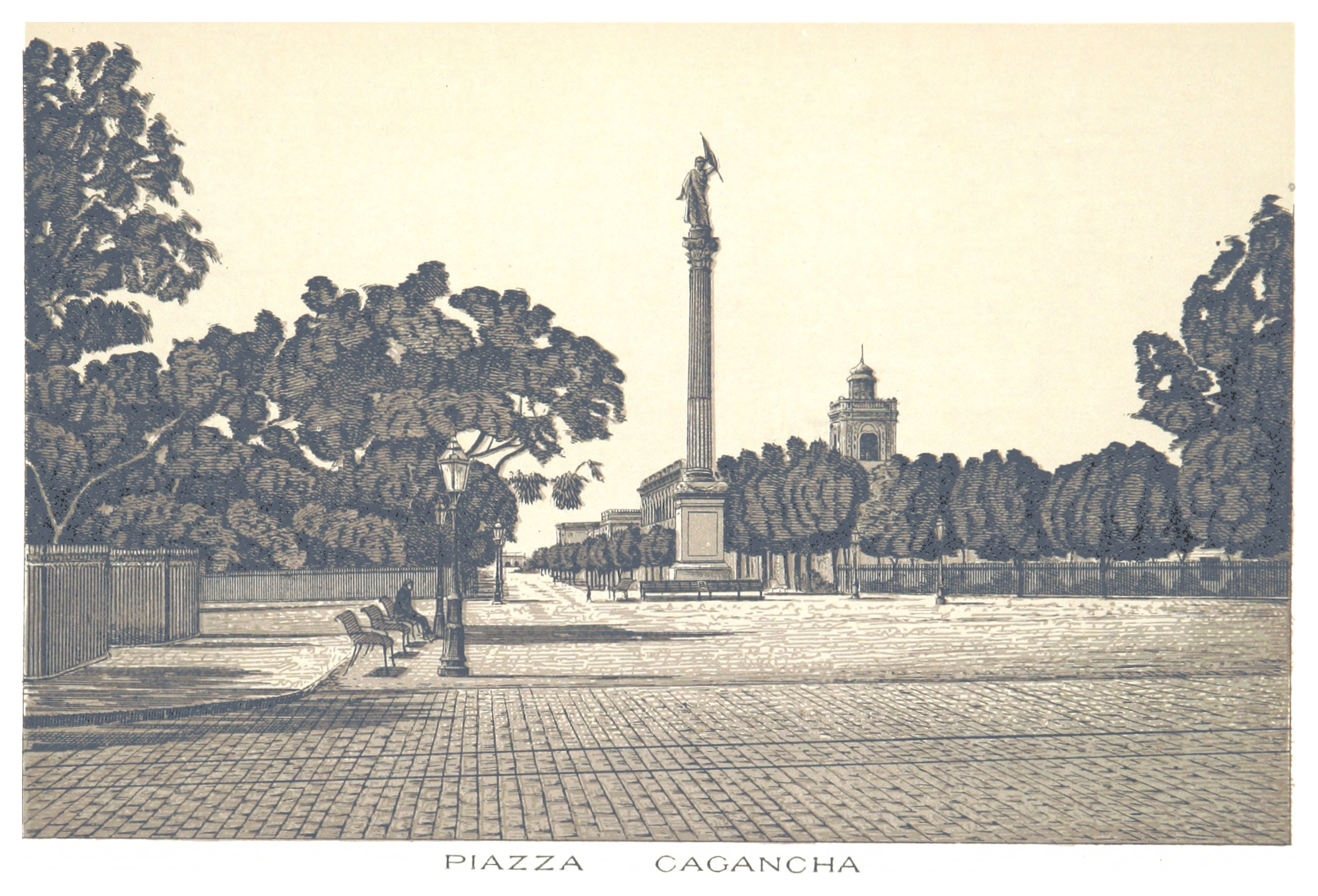
Dibujo de la Plaza Cagancha en 1885.

Fundida en el bronce de los cañones de esta última contienda civil, la escultura fue colocada en el centro de la Plaza de Cagancha, en la cima de una columna de mármol. Fue inaugurada el 20 de febrero de 1867 y se le dio el nombre oficial de Estatua de la Paz. Fue el primer monumento público de Montevideo. En 1887, la estatua fue bajada del pedestal con el fin de reparar los daños causados por un rayo. En aquel momento, la espada fue sustituida por unas cadenas rotas, quitándole ambigüedad al primer símbolo de pacto republicano entre los partidos.
A inicios del siglo XX, el intendente Ramón V. Benzano le encomendó al paisajista francés Charles Thays el embellecimiento de esta plaza.

Entre 1890 y 1930, el sistema de alumbrado público y la nueva urbanización, rodeada de un paisaje donde predominaba el verde, habían transformado a la plaza en un referente céntrico para los transeúntes montevideanos. Por esta época se le agregaron canteros y escalinatas que enaltecieron paseo.

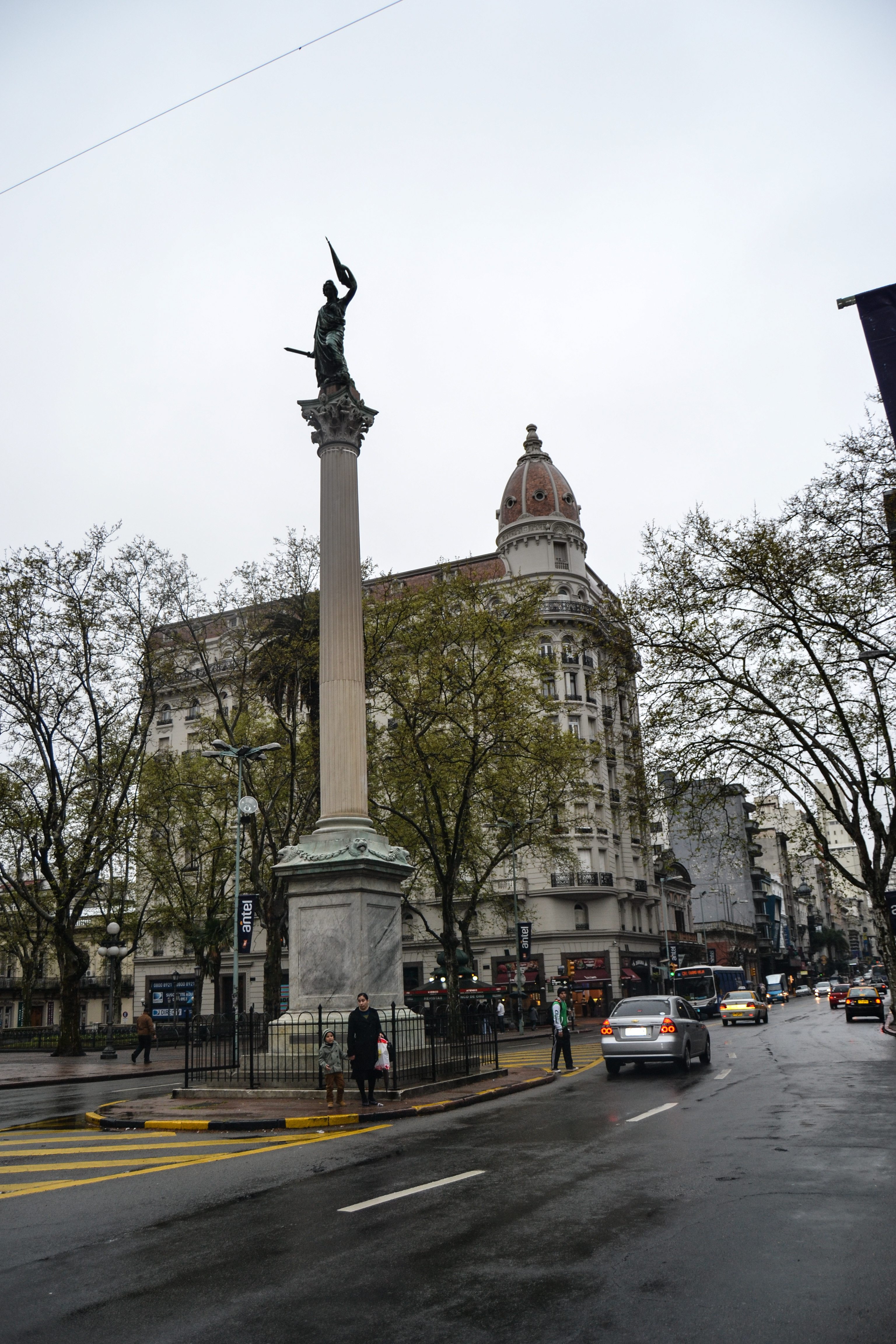
Columna de la Paz en Plaza de Cagancha.

En 1939 la Junta Económico Administrativa decidió bajar nuevamente la columna, que fue colocada en el patio del Museo Blanes, donde permaneció hasta 1942, año en el que fue nuevamente instalada en su pedestal, empuñando por segunda vez la espada.

## Entorno
En torno a esta plaza, se ubican varios edificios de importancia para el país. 

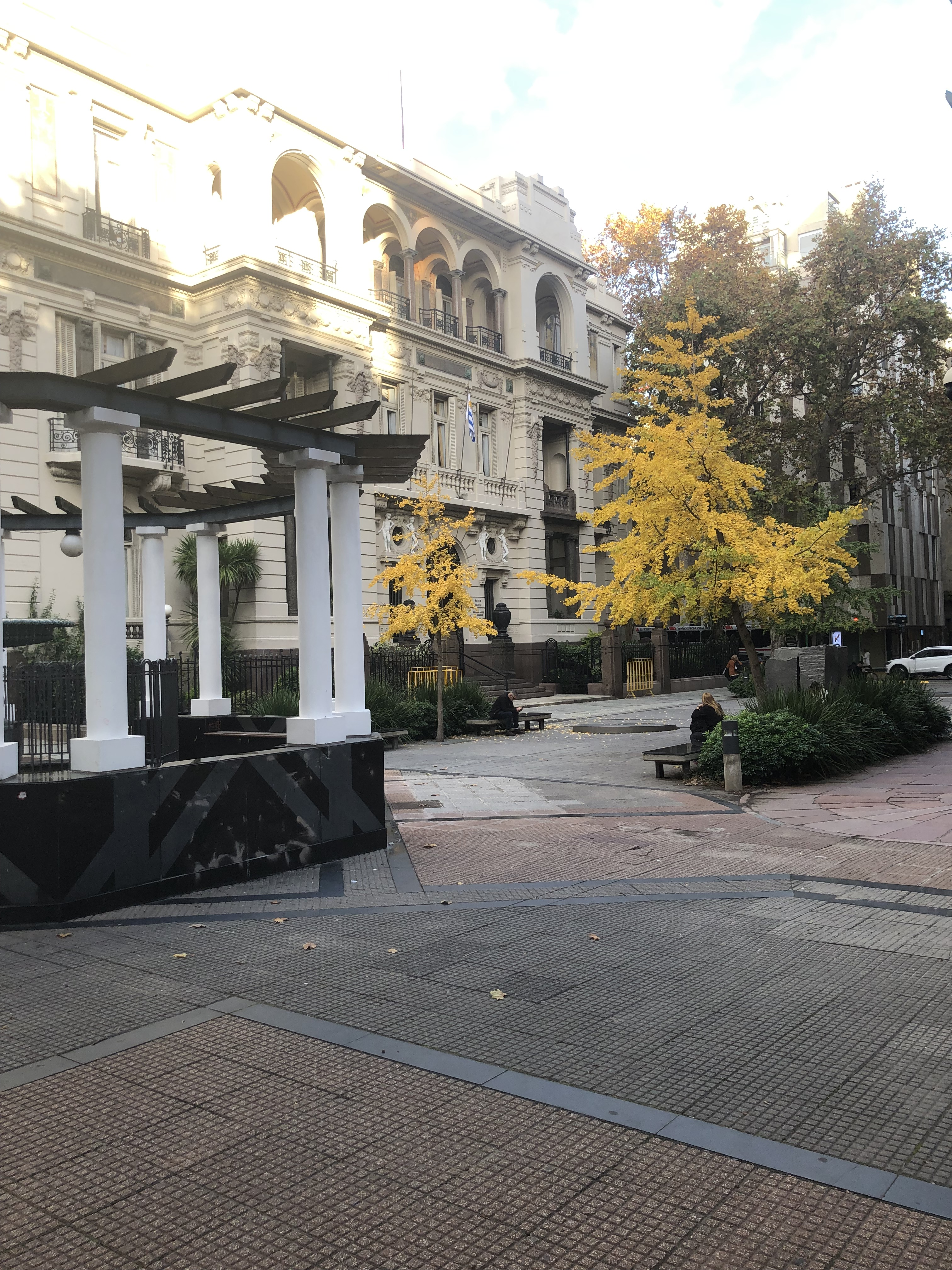
Lado sur: Glorieta y Palacio Piria.

En el lado Sur está ubicado el Palacio Piria, sede de la  
Suprema Corte de Justicia que fuera casa personal del empresario uruguayo Francisco Piria. 
Frente, se encuentra el edificio que  ocupaba la empresa de transportes ONDA el cual, desde inicios de 2009, aloja dependencias judiciales. Más allá, en el lado oeste, se encuentra el Hotel Balmoral. 
En la esquina suroeste se encontraba el palacio Jackson, un edificio de estilo renacentista italiano construido en 1891 por los arquitectos alemanes Parcus y Siegerist, que había sido mandado edificar por Emilio Reus y proseguido por Juan D. Jackson. 

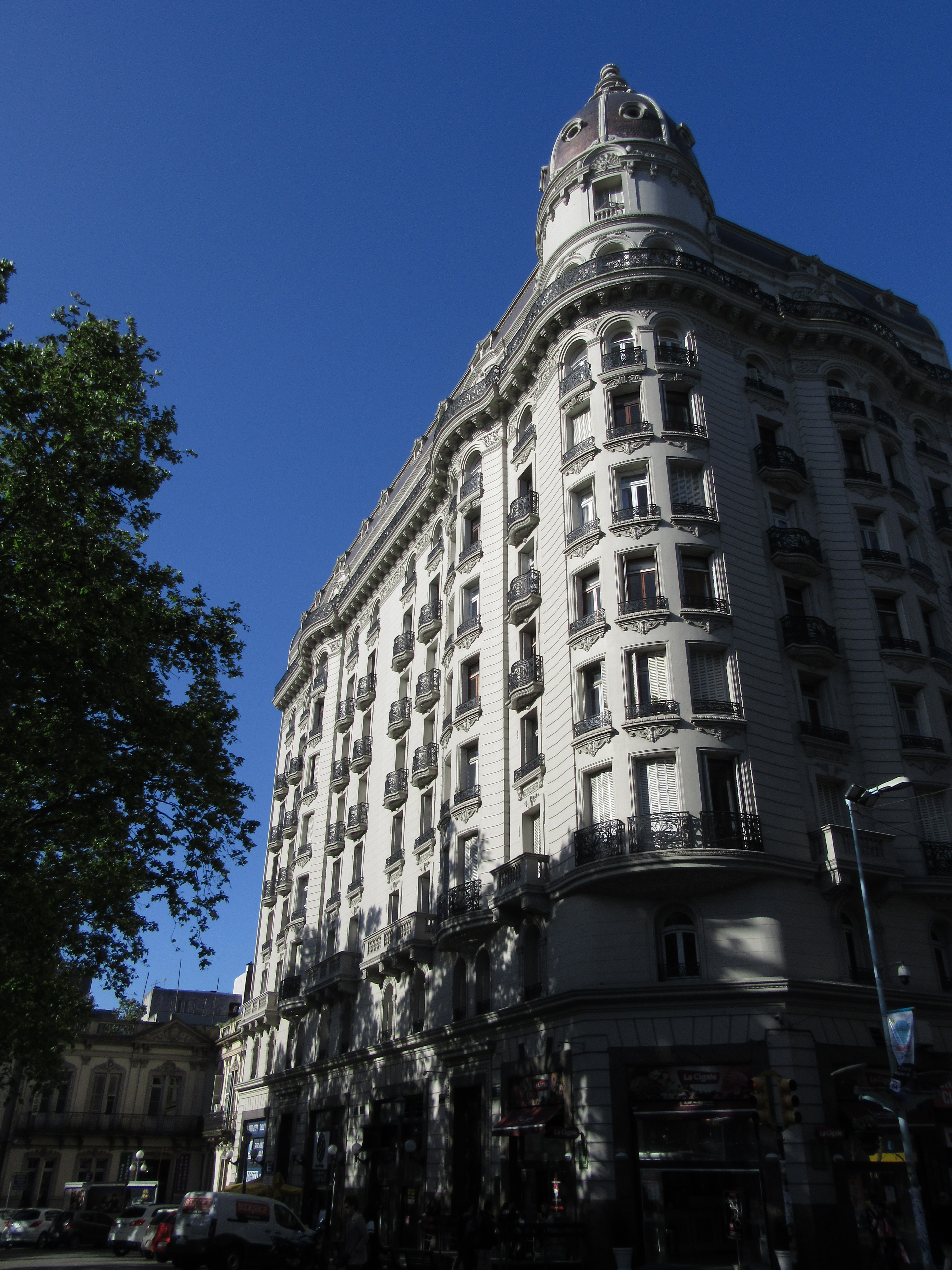
Edificio Sorocabana.

El edificio tenía 4 plantas, y tuvo el primer ascensor que se instaló en Montevideo. Fue sede de la Intendencia Municipal de Montevideo y de los Consejos de Administración de Montevideo desde fines del siglo XIX hasta el año 1941. Fue demolido en 1979. Actualmente se levanta en su lugar un moderno edificio de oficinas, con locales comerciales en la planta baja sobre la Av. 18 de Julio.

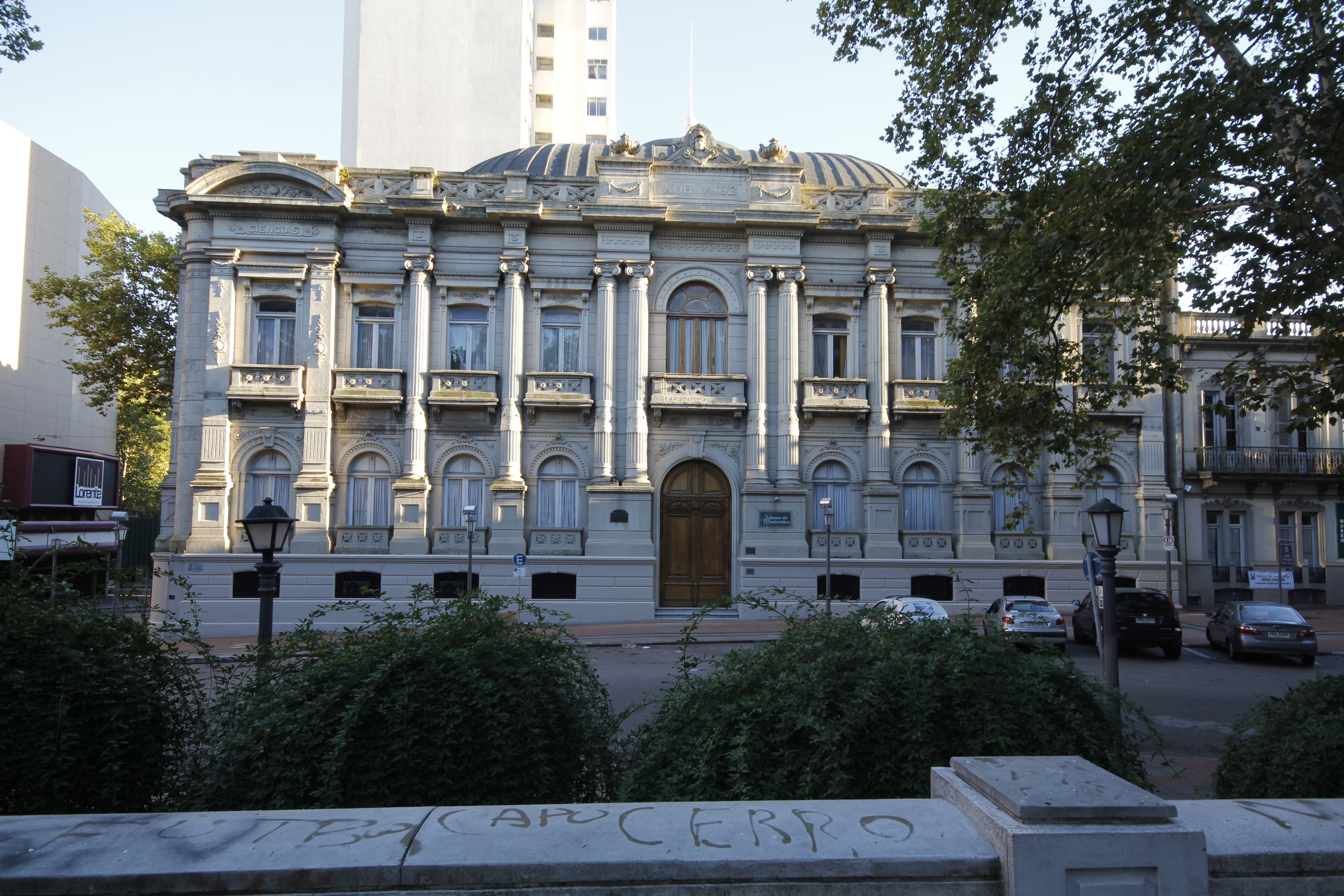
Ateneo de Montevideo en 2013.

En el lado norte de la plaza se se erige el Palacio Montero, también conocido como Edificio Sorocabana, debido al famoso café que su planta baja alojó durante décadas.También de ese lado se encuentran el Cine Teatro Plaza, el Ateneo de Montevideo, el Museo Pedagógico José Pedro Varela y el Teatro Circular.
En el lado noroeste se encuentra desde 1983 el Mercado de los Artesanos, asociación uruguaya de artesanos.
En el lado Sur se levantan los Tribunales de Justicia, el Palacio Piria (sede de la Suprema Corte de Justicia) y el Teatro del Centro Carlos Eugenio Scheck.
En la rinconada sudeste en Avenida 18 de Julio N° 1182, estuvo desde la primera década del 1900  hasta 1953 el Gran Café Ateneo, que era un punto de encuentro de intelectuales y de amantes del tango.
En la actualidad, la circunvalación sur de la Plaza lleva el nombre del Dr. Enrique Tarigo, vicepresidente de Uruguay entre 1985 y 1990. La circunvalación noreste Adela Reta. La circunvalación noroeste Arturo Baliñas.